# 4fun.tv
 (novembre 2021).
4fun.tv est une chaîne de télévision musicale polonaise. Depuis le 19 décembre 2013, la chaîne 4fun.tv est disponible sur la télévision numérique terrestre. À l'occasion du 10e anniversaire de la chaîne, la veille de la célébration, le 13 février 2014, un nouveau logo a été introduit et la chanson d'anniversaire Nie bawisz się, nie żyjesz a été créée.

## Controverses
En 2007, le conseil national de la radiodiffusion polonais (en) a émis des réserves sur les programmes susceptibles de déprimer et de nuire au développement moral et mental des jeunes, diffusés à des heures protégées (6h00 - 23h00) et sans étiquetage approprié (programmes principalement destinés aux personnes de plus de 18 ans). La chaîne a ignoré les avertissements du conseil national, ce qui a entraîné le retrait de sa licence et, par conséquent, l'annulation et la fin des transmissions.

## Programmes de musique

### Actuellement
- Najwięcej muzyki
- Hop Bęc
- Ulubiona 20
- Hot Pop
- Pora obiadowa
- 4FUN naEKRANIE
- K-pop Non Stop
- Wiadomixy
- Domówka
- Versus w 4FUN.TV
- Young Stars
- Karaoke w 4FUN.TV
- Najwięcej muzyki nocą
- 4FUN budzi ludzi
- Chcesz?Masz!
- Hity na czacie
- Hot&Fresh
- Pożyczone nuty

### Auparavant
- Wielka wylewka

## Sœurs
- 4Fun Dance
- 4Fun Gold
- 4Fun Kids